# Bill Cockburn
William Hastings Cockburn, detto Bill (Toronto, 1º marzo 1902 – Winnipeg, 21 marzo 1975), è stato un hockeista su ghiaccio canadese.

## Palmarès

### Olimpiadi invernali
- Oro a Lake Placid 1932 nell'hockey su ghiaccio.